# Krigserklæring
En krigserklæring er en formel erklæring udsendt af en national regering, som indikerer, at der nu er krig mellem den nation og én eller flere andre nationer.

## Baggrund
Krigserklæringer har været acceptable midler og diplomatiske forholdsregler siden Renæssancen, da den første formelle krigserklæring blev udsendt. 
Indenfor folkeretten medfører en krigserklæring en erkendelse af fjendtlighederne mellem disse lande, og sådanne erklæringer skulle regulere ledelsen af militærengagementer mellem de respektive lande. De primære flersidige traktater, som bestemmer sådanne erklæringer, er Haag-konventionerne.
Folkeforbundet blev dannet i 1919 efter 1. verdenskrig, og Kellogg-Briand pagten, som blev underskrevet i Paris 1928, viste, at verdens stormagter, med største alvor, forsøgte at undgå endnu en verdenskrig. Disse kunne dog ikke forhindre 2. verdenskrig, og efter krigen blev de Forenede Nationer oprettet i stedet i et forsøg på at forhindre international aggression gennem krigserklæringer.

## FN og krig
I et forsøg på at tvinge nationer til at løse problemer uden krigsførelse forsøgte FN-pagten at forpligte medlemsnationer til kun at bruge krigsførelse under begrænsede omstændigheder, specielt udelukkende i defensivt øjemed.
FN blev paradoksalt nok selv krigskombattant, efter at Nordkorea invaderede Sydkorea 25. juni 1950. FN's sikkerhedsråd fordømte de nordkoreanske handlinger ved en 9-0 resolution, (hvor Sovjetunionen afstod fra at stemme) og bad sine medlemsnationer komme Sydkorea til hjælp. USA og 15 andre nationer dannede en "FN styrke" for at hjælpe til. I en pressekonference afholdt 29. juni 1950 karakteriserede den amerikanske præsident Truman ikke disse fjendtligheder som "krig", men som en "politiaktion".
De Forenede Nationer har vedtaget resolutioner, som har erklæret nogle krige som lovlige begivenheder i forhold til international lov, navnlig Resolution 678, som bemyndiger krig mod Irak i 1991.

## Uerklærede krige
I de fleste demokratiske nationer bliver en krigserklæring udsendt af den lovgivende magt. I USA er der ingen formelle krav for krigserklæringer. Faktisk nævnes begrebet "Krigserklæring" ("Declaration of War") slet ikke i USA's forfatning. I stedet siger forfatningen, at "Kongressen skal have magten til at ... erklære krig, ..." uden at definere hvordan sådanne erklæringer skal udformes. Derfor har mange ment, at bemyndigelser vedtaget af Kongressen til at bruge militær magt egentlig er "krigserklæringer". Dette er dog aldrig blevet afprøvet i den amerikanske Højesteret.
Efter FN's intervention i Korea har en række demokratiske regeringer ofte forsøgt at kunne bruge militær magt ved at beskrive det som noget andet, f.eks. "militær handling" eller "bevæbnet svar." Dette blev navnlig brugt af USA i dets årelange engagement i Vietnamkrigen. 
At lade være med at erklære krig er også en måde at omgå grundlovsmæssige sikkerhedsforanstaltninger mod den krigserklærende part, og også, i nogle tilfælde, for at undgå at være bundet af international krigsret. Den anses også for mere PR-venligt ikke at bruge ordet "krig".

## Krigserklæringer i løbet af 2. verdenskrig

### 1939
3. septemberStorbritannien, Frankrig, Australien og New Zealand erklærer krig mod Tyskland.
6. septemberSydafrika erklærer krig mod Tyskland.
10. septemberCanada erklærer krig mod Tyskland.

### 1940
9. aprilNorge erklærer krig mod Tyskland.
10. majHolland erklærer krig mod Tyskland.
10. juniItalien erklærer krig mod Frankrig og Storbritannien.
11. juniFrankrig, Storbritannien, Australien, Canada, New Zealand og Sydafrika erklærer krig mod Italien.
28. oktoberItalien erklærer krig mod Grækenland.
23. novemberBelgien erklærer krig mod Italien.

### 1941
6. aprilItalien erklærer krig mod Jugoslavien.
24. aprilBulgarien erklærer krig mod Grækenland og Jugoslavien.
22. juniTyskland, Italien og Rumænien erklærer krig mod Sovjetunionen.
25. juniFinland bemærker officielt, at der eksisterer en krigssituation med Sovjetunionen (der var ingen parlamentarisk vedtagelse).
27. juniUngarn erklærer krig mod Sovjetunionen.
6. decemberStorbritannien erklærer krig mod Finland og Rumænien.
7. decemberJapan erklærer krig mod USA, Storbritannien, Australien, Canada, New Zealand og Sydafrika. Australien og New Zealand erklærer krig mod Finland, Ungarn og Rumænien. Canada erklærer krig mod Finland, Ungarn, Japan og Rumænien. Panama erklærer krig mod Japan. Jugoslavien erklærer krig mod Japan.
8. decemberUSA, Storbritannien, Australien, Costa Rica, den Dominikanske Republik, El Salvador, Haiti, Honduras, Holland, New Zealand og Nicaragua erklærer krig mod Japan
11. decemberTyskland og Italien erklærer krig mod USA.
12. decemberBulgarien erklærer krig mod USA og Storbritannien. Rumænien erklærer krig mod USA.
13. decemberUngarn erklærer krig mod USA.

## Gældende krigserklæringer
Pr. 2005 er der nogle få krigserklæringer, som stadig gælder, selvom de snarere eksisterer på grund af en manglende fredstraktat end på grund af fjendtligheder nationerne imellem.
- Nord og Sydkorea har formelt set været i krig lige siden Koreakrigen.
- Israel har været i krig med Syrien siden Yom Kippur-krigen.
- Siden de nægtede at underskrive våbenhvilen fra 1949, har Irak forblevet i krig med Israel lige siden.
- Armenien og Aserbajdsjan er kørt fast angående problemet med Nagorno-Karabakh og har endnu ikke fundet en fredelig løsning.
- Rusland og Japan har teknisk set aldrig afsluttet deres krigserklæring fra 2. verdenskrig. Problemet med ejerskab af Kurilerne er den nuværende forhindring for underskrivelsen af en fredstraktat.

## Fodnoter
1. ↑  "The President's News Conference of June 29, 1950 by Harry S. Truman". Arkiveret fra originalen 26. december 2010. Hentet 7. december 2006.